# 黃河 (湄公河)

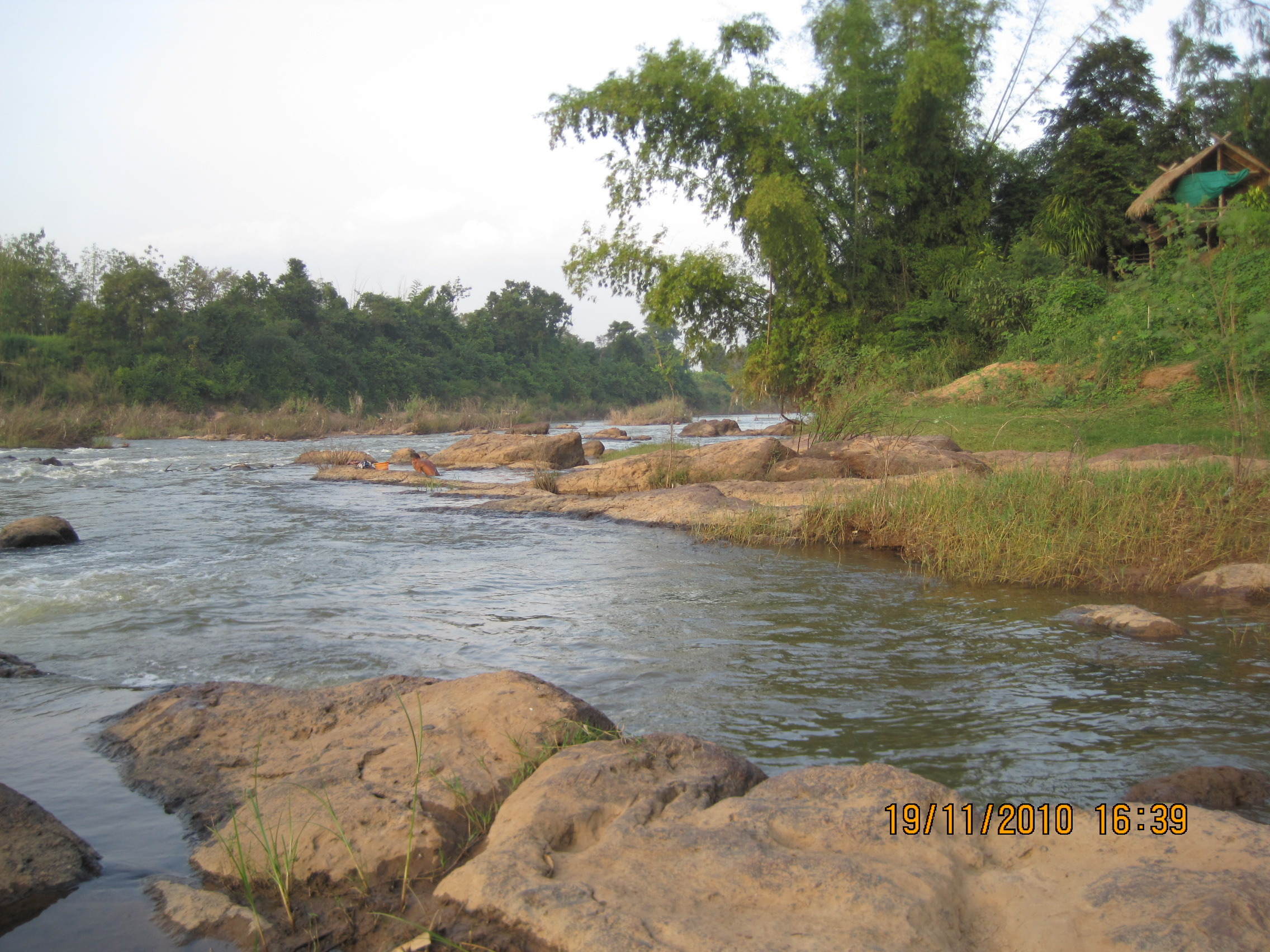
泰国境内的湄公河

黃河（皇家轉寫：Maenam Hueang，泰語發音：[mɛ̂ːnáːm hɯ̌əŋ]），是泰國、寮國的一條邊界河流，為湄公河右岸支流。它發源於黎府那豪縣山區，流經丹塞縣、普牛縣、大黎縣，最終在清康縣注入湄公河。幹流河長110（68英里），其中90（56英里）為兩國邊界。